# Backhaus (Dehlingen)

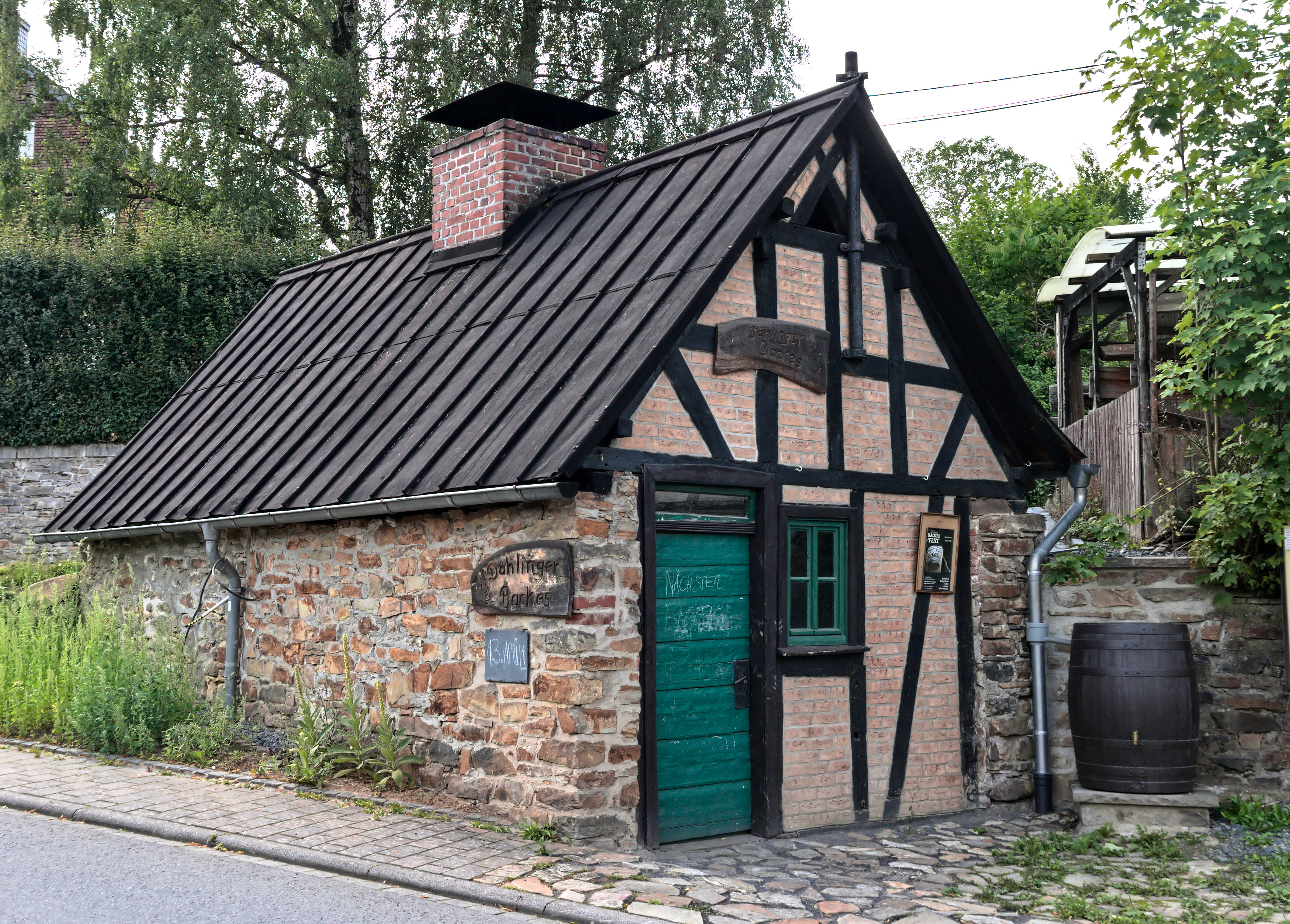
Backhaus in Alpenrod

Das Backhaus in Dehlingen, einem Ortsteil der Ortsgemeinde Alpenrod im Westerwaldkreis in Rheinland-Pfalz, wurde in der ersten Hälfte des 19. Jahrhunderts errichtet. Das Backhaus beim Kirchweg 13 ist ein geschütztes Kulturdenkmal.
Der Satteldachbau aus Bruchsteinmauerwerk besitzt eine Giebelseite in Fachwerkbauweise mit Ziegelausfachung.
Im Backhaus wird noch regelmäßig Brot gebacken.